# En dåres försvarstal
För filmen, se En dåres försvarstal (TV-serie).
En dåres försvarstal är en självbiografisk roman skriven av August Strindberg under hans medelålder. Boken skrevs på franska 1887–1888, översatt och utgiven på tyska som Die Beichte eines Thoren,  "en dåres bikt", 1893, för vilket Strindberg blev åtalad i Tyskland. 1895 gavs den ut på franska som Le plaidoyer d'un fou och 1914, efter Strindbergs död, gavs boken ut starkt förmildrad i svensk översättning av John Landquist.
Bakom boken ligger uppslitande familjescener. De tycks ha börjat med att Strindberg och hustrun Siri von Essen hade olika åsikter om kvinnans ställning och hennes arbete i hemmet och om barnens uppfostran; och snart förvandlades samlivet mellan den överretade mannen och kvinnan, som inte kunde uppge sin dröm om att bli skådespelerska, tidtals till ett sannskyldigt helvete – men tidtals levde de som turturduvor.
Slutligen kommer svartsjuka med i spelet. Hans misstankar mot hustrun stegras till det vanvettiga. Hans hat mot sin ungdoms älskade har blivit lika glödande hett som hans tidigare dyrkan av henne. Nu misstänker han henne för otrohet och beskyller henne för att vara begiven på dryckenskap och perversa laster. Allt detta och mer därtill ger han som slut på sin kärlekssaga i denna "förfärliga bok", som Strindberg själv kallar den i företalet. Han hade skrivit den för att "tvätta sitt lik, innan det gömdes i kistan". På ett annat ställe betecknade han bokens tillkomst som en hämndeakt och en åtgärd av självförsvar mot de smygande angrepp som hustruns släktingar riktade mot honom.
År 1999 publicerades den som nr. 25 i Nationalupplagan med den franska texten översatt av Hans Levander.
Boken finns i Litteraturbanken.
2012 valdes En dåres försvarstal till årets Stockholm läser-bok.